# Valérie Grenier
 (novembre 2023).
Pour les articles homonymes, voir Grenier (homonymie).
Valérie Grenier, née le 30 octobre 1996 à Ottawa, est une skieuse alpine canadienne. Elle compte à ce jour une victoire en Coupe du monde. 

## Biographie
Elle commence sa carrière dans les compétitions de la FIS lors de la saison 2010-2011.
En décembre 2014, elle est présente pour la première fois en Coupe du monde à l'occasion du super G de Lake Louise. Elle marque ses premiers points en janvier 2015 avec une 13e place au super G de Saint-Moritz.
Elle connait une semaine plus tard, sa première sélection pour les Championnats du monde à Beaver Creek où elle est notamment 19e en super G.
Aux Championnats du monde junior 2015, elle est médaillée de bronze au slalom géant. Depuis 2014, Valérie est athlète ambassadrice de Tremblant, une station de ski située dans la région des Laurentides, au Québec.
Aux Jeux olympiques d'hiver de 2018, elle est 23e du super G et ne termine pas le slalom géant.
Lors de la saison 2018-2019, Valérie Grenier compte deux résultats dans le top dix, cinquième à Lake Louise et quatrième à Cortina d'Ampezzo, en super G à chaque fois.
Le 7 janvier 2023, elle remporte sa première victoire en Coupe du monde lors du slalom géant de Kranjska Gora et monte à cette occasion sur son premier podium. L'année suivante, le 6 janvier, sur la même piste, la canadienne récidive en remportant le slalom géant sur la piste slovène.

## Palmarès

### Jeux olympiques
| Édition / Épreuve   | Super G | Slalom géant |
| ------------------- | ------- | ------------ |
| JO 2018 Pyeongchang | 23e     | DNF          |
| JO 2022 Pékin       |         | DNF          |

### Championnats du monde
| Épreuve / Édition | Beaver Creek 2015 | Saint-Moritz 2017 | Åre 2019 | Cortina d'Ampezzo 2021 | Courchevel-Méribel 2023 |
| ----------------- | ----------------- | ----------------- | -------- | ---------------------- | ----------------------- |
| Descente          | Abandon           | 32e               | -        | -                      |                         |
| Super G           | 19e               | 33e               | 19e      | Abandon                |                         |
| Slalom géant      |                   | Abandon           | -        | Abandon                |                         |
| Combiné           | Abandon           | 11e               | -        | Abandon                |                         |
| Par équipes       |                   |                   |          |                        | Bronze                  |

### Coupe du monde
- Meilleur classement général : 51e en 2019.
- 4 podiums : 2 victoires.
- C’est en 2025 que valerie fera son grand retour dans le top 10 de la coupe du monde en super-G avec une huitième place à La Thuile, en Italie. Elle n’avait pas réussi un tel résultat depuis l’étape de Cortina d’Ampezzo en janvier 2019[2].

| Année/Classement | Général | Général | Descente | Descente | Slalom | Slalom | Slalom géant | Slalom géant | Super G | Super G | Combiné | Combiné |
| Année/Classement | Class.  | Points  | Class.   | Points   | Class. | Points | Class.       | Points       | Class.  | Points  | Class.  | Points  |
| ---------------- | ------- | ------- | -------- | -------- | ------ | ------ | ------------ | ------------ | ------- | ------- | ------- | ------- |
| 2015             | 91e     | 20      | -        | -        | -      | -      | -            | -            | 35e     | 20      | -       | -       |
| 2016             | 98e     | 15      | -        | -        | -      | -      | -            | -            | 40e     | 15      | -       | -       |
| 2017             | 76e     | 70      | 41e      | 20       | 60e    | 2      | 40e          | 16           | 34e     | 32      | -       | -       |
| 2018             | 100e    | 23      | -        | -        | -      | -      | 56e          | 2            | 51e     | 5       | 28e     | 16      |
| 2019             | 51e     | 136     | -        | -        | -      | -      | 28e          | 41           | 18e     | 95      | -       | -       |
| 2020             | -       | -       | -        | -        | -      | -      | -            | -            | -       | -       | -       | -       |
| 2021             | 66e     | 57      | -        | -        | -      | -      | 26e          | 57           | -       | -       | -       | -       |
| 2022             | 49e     | 159     | -        | -        | -      | -      | 12e          | 159          | -       | -       | -       | -       |

#### Détail des victoires
| Saison / Épreuve | Slalom géant  | Total |
| 2022-2023        | Kranjska Gora | 1     |
| 2023-2024        | Kranjska Gora | 1     |
| Total            | 2             | 2     |

### Championnats du monde junior
| Édition / Épreuve              | Descente | Super G | Slalom géant | Slalom  | Combiné alpin |
| ------------------------------ | -------- | ------- | ------------ | ------- | ------------- |
| Mondiaux 2013 Mont Sainte-Anne | Abandon  | 25e     | 34e          | Abandon | -             |
| Mondiaux 2014 Jasna            | 34e      | 40e     | Abandon      | 23e     | 19e           |
| Mondiaux 2015 Hafjell          | 5e       | Abandon | Bronze       | Abandon | Abandon       |
| Mondiaux 2016 Sotchi           | Or       | Argent  | 7e           | -       | Abandon       |

### Coupe nord-américaine
- 2e du classement général en 2016.
- 9 victoires.

Palmarès en mars 2019

### Championnats du Canada
- Vainqueur de la descente en 2016.
- Vainqueur du slalom géant en 2017 et 2018.